# Rui Fernandes
Rui David da Conceiçao Fernandes más conocido como, Rui Fernandes(Lisboa, Portugal; 23 de octubre de 1978) es un rejoneador portugués. 

## Biografía
Desde sus inicios siempre ha sido un claro defensor del toreo a caballo clásico, lo que le ha permitido alcanzar una posición de figura tanto en España, Portugal, Francia y más recientemente en América del Sur. Poco a poco, además de respetar los cánones clásicos del toreo a caballo Portugués (cuna del actual rejoneo mundial), ha ido incorporando pequeñas dosis de espectacularidad, lo que le ha permitido adecuar el rejoneo a las modas y tiempos actuales.
Según el historiador Vicente Fernán Arango Estrada, Miembro del Centro de Historia de Manizales, actuó en Manizales en la 52° Temporada Taurina el 8 de enero de 2007, toreando dos toros de la Ganadería de Dosgutiérrez y al 11 de enero de 2007, toreando un novillo - toro de Ernesto Gutiérrez Arango.
Sus momentos más representativos como rejoneador, son su alternativa el 6 de agosto de 1998 en la plaza de Campo Pequeno de Lisboa, así como sus confirmaciones en las plazas de Madrid y más recientemente en la Plaza de Santa Fe de Bogotá en Colombia el 4 de febrero de 2007. 